# Rosa Torras
Rosa Torras Buxeda (Barcelona, 1 de enero de 1895 − 26 de agosto de 1986) fue una tenista española campeona de España en nueve ocasiones. Pionera en el deporte femenino español fue una de las cuatro mujeres españolas - Lilí Álvarez, Isabel Fondorona y María Luisa Marnet- que participó en julio de 1924 en los Juegos Olímpicos de París convirtiéndose en la primera mujer catalana en participar en unas olimpiadas. Lili Álvarez, había participado ya en enero en los Juegos de Invierno de Chamonix de 1924 y se había convertido en la primera mujer deportista española que participó en unos Juegos Olímpicos. 

## Biografía
Era hija de César Augusto Torras Ferrer, autor de las Guías del Pirineo Catalán y presidente de la Asociación Catalanista de Excursiones Científicas y del Centro Excursionista de Cataluña. Creció en el núcleo del ambiente burgués barcelonés de principios del siglo XX y recibió una educación alejada de los estereotipos sociales de la época, su padre la autorizó a vestir pantalones y a peinarse al estilo garçonne. “Su padre la educó al margen de la gazmoñería impuesta a toda mujer, le autorizó a lucir siempre pantalones, peinarse a lo ‘garçon’ y fumar cigarrillos al extremo de larguísimas boquillas” explicó La Vanguardia en 1986 en la crónica sobre su fallecimiento.
Como tenista ganó gran éxitos en numerosas competiciones internacionales defendiendo los colores de Real Barcelona Lawn Tenis Club, uno de los clubes más antiguos de España y del que ella tenía el número de socia uno.
Durante su carrera como tenista, fue proclamada nueve veces campeona de España: individual, en 1927; dobles, 1929 y 1930, con María Cruz López de Lerena, y 1931, con Bella Dutton; y mixtos, el 1929 y 1931, con Enrique Maier, y 1932, con A. Durall. También fue campeona de Cataluña en varias ocasiones.

## Olimpiadas de París
Tras los buenos resultados en competiciones españolas e internacionales en 1924 formó parte de la delegación española en los Juegos Olímpicos de París formada por 111 personas, entre ellas cuatro mujeres. Lilí Álvarez se había convertido en enero de 1924 cuando participó en los Juegos Olímpicos de Invierno de Chamonix de 1924 en la primera deportista española en participar en unos juegos olímpicos. Pocos meses después en julio, en las Olimpiadas de París, Lilí Álvarez, Rosa Torras, Isabel Fondorona y María Luisa Marnet se convierten en las primeras españolas en formar parte de una delegación olímpica en unos Juegos Olímpicos de Verano, aunque sólo Lilí Álvarez y Rosa Torras competirán.
Torras puso a prueba allí su fortaleeza. Participó en la competición a pesar de sufrir bronquitis y, en vez de retirarse cuando ya no podía más, decidió continuar jugando y cada dos juegos, se sentaba y se cubría la cabeza con una toalla para hacer inhalaciones de vapor de agua con eucalipto que alguien iba calentando con un hornillo, a pie de pista. 
Torras participó en tres categories diferentes. En individuales, pasó la primera ronda tras imponerse a la italiana Giula Pereilli (6-4, 4-6, 8-6), pero en la segunda cayó contra la estadounidense Marion Zinderstein (2-6, 0-6). En dobles, Torras y Lili Álvarez perdieron frente a las francesas Marguerite Broquedis y Yvonne Bourgeois (6-2, 3-6, 4-6). Finalmente, en dobles mixtos junto a Ricardo Saprissa fueron elminados por la pareja italiana Umberto Morpugo y Giulia Perelli (6-3, 10-8).

## Pionera del bridge
Cuando abandonó el tenis se dedicó al bridge del que fue una de las pioneras. Se tiene constancia de su participación en el I Concurso Nacional de Bridge que se organizó en el Club del Liceo. En esta competición participaron 16 equipos entre los cuales estaba el RC Tennis Barcelona y el RC Tennis del Turó. El equipo de Torras, formado con Margarita Luria de Torras, Germaine B. de Bosch, José de Alemany y B. Plaja, quedó en segundo lugar tras el equipo ganador del Club de Bridge Español.

## Palmarés
- 1917.- Campeona de dobles del Concurso Internacional de Barcelona, con M. Angelón.
- 1919.- Campeona del Concurso Internacional del Real CT Turó.
- 1919.- Campeona de Catalunya.
- 1920.- Campeona de dobles del Concurso Internacional de Barcelona, con Panchita Subirana.
- 1920.- Campeona de Catalunya.
- 1924.- Campeona de Catalunya de dobles amb M. Luria.
- 1925.- Campeona de Catalunya de dobles con María Luisa Marnet.
- 1918.- Campeona del Concurso Internacional de Barcelona.
- 1926.- Campeona de Cataluña de dobles mixtos con Francisco Sindreu, y campeona de dobles con Bella Dutton de Pons.
- 1927.- Campeona de España en la su primera participación en la competición.
- 1927.- Campeona de Cataluña de dobles con Carola Fabra.
- 1928.- Campeona de España de dobles con María Luisa Marnet.
- 1928.- Campeona de Cataluña de dobles mixtos con Enrique Maier.
- 1929.- Campeona de España de dobles con Mari Cruz López de Lerena de Morales, y campeona de mixtos con Enrique Maier.
- 1929.- Campeona de Catalunya de dobles mixtos con Enrique Maier.
- 1930.- Campeona de España de dobles con Mari Cruz López de Lerena de Morales.
- 1930.- Campeona de Catalunya de dobles mixtos con Enrique Maier, y campeona de dobles con Bella Dutton de Pons.
- 1931.- Campeona de España de dobles con Bella Dutton de Pons, y campeona de mixtos con Enrique Maier.
- 1931.- Campeona de Cataluña de dobles mixtos con Enrique Maier, y campeona de dobles con Bella Dutton de Pons.
- 1932.- Campeona de España de mixtos con Alberto Durall.
- 1932.- Campeona de Cataluña de dobles con Mari Cruz López de Lerena de Morales.
- 1933.- Campeona de Cataluña de dobles con Mari Cruz López de Lerena de Morales.